# Машковский, Михаил Давыдович
Михаи́л Давы́дович Машко́вский (17 февраля [1 марта] 1908, Пинск — 4 июня 2002, Москва) — советский учёный, академик АМН СССР, один из основоположников российской фармакологии, выдающийся специалист в области создания, классификации и описания лекарственных средств и фармакотерапии; автор многократно переиздававшегося издания «Лекарственные средства (пособие по фармакотерапии для врачей)». Герой Социалистического Труда (1991).

## Биография
Родился в уездном городе Пинске неподалёку от Бреста в семье учителя еврейской начальной школы Давида Машковского (расстрелянного поляками по ложному обвинению в числе группы евреев в 1919 году). В судьбе Михаила Давыдовича важную роль сыграли его братья, известные в своих областях специалисты — Яков Давидович Мошковский (1905—1939), военный и полярный лётчик, один из организаторов воздушно-десантных войск в РККА и парашютного спорта, активный участник высадки экспедиции И. Д. Папанина на Северный полюс в 1937 г., начальник первой в СССР парашютной школы, погибший при выполнении 502-го прыжка с парашютом, и Шабсай Давидович Мошковский (1895—1982) — член-корреспондент АМН СССР, крупный инфекционист и эпидемиолог, много сделавший в области изучения малярии и борьбы с этим заболеванием. В память об этих людях одной из улиц Пинска дано имя «Улица братьев Машковских».
По окончании Пинской гимназии в возрасте 19 лет Михаил Давыдович приехал в Москву, поступил на работу в мастерские 2-го Московского государственного медицинского института (ныне РГМУ), а в 1929 г. поступил на учёбу на лечебно-профилактический факультет этого института. По окончании учёбы в 1934 г. проходил действительную военную службу в НИИСИ РККА, а с 1938 г. и до последних дней жизненный путь и карьера Михаила Давыдовича Машковского были связаны со Всесоюзным научно-исследовательским химико-фармацевтическим институтом (ВНИХФИ) в Москве, в котором он прошёл трудовой путь от младшего научного сотрудника до заведующего лабораторией фармакологии.
Свыше 30 лет Михаил Давыдович был председателем Фармакопейного комитета СССР и заместителем председателя Фармакологического комитета СССР. Под его редакцией были выпущены IX и X издания Государственной фармакопеи, а также первые выпуски её XI издания. Машковский был также экспертом Всемирной организации здравоохранения по качеству лекарственных средств и изданию Международной Фармакопеи. Михаил Давыдович Машковский являлся членом редколлегий нескольких медицинских журналов, включая «Регистр лекарственных средств России», главным редактором русского издания многотомного фундаментального информационного труда «Информация о лекарственных средствах для специалистов здравоохранения», выпускаемого Фармакопейной конвенцией США.
Высокий уровень научных заслуг Михаила Давыдовича Машковского оценён избранием его действительным членом Академии медицинских наук СССР (1978), почётным президентом Всесоюзного (затем Всероссийского) научного общества фармакологов, а также членом ряда зарубежных научных обществ, награждением многими государственными наградами и премиями, присвоением звания Героя Социалистического Труда (1991). Он являлся почётным президентом конгресса «Человек и лекарство».
Племянница М. Д. Машковского — детская поэтесса Эмма Эфраимовна Мошковская (1926—1981).

### Хроника жизни
- 1927 — переехал в Москву и поступил на лечебно-профилактический факультет 2-го Московского государственного медицинского института, ныне РГМУ.
- 1934 — окончил институт, призван на военную службу, которую проходил в качестве научного сотрудника отдела физиологии, а затем токсикологии Военно-санитарного института Красной армии, ныне Государственный научно-исследовательский институт экстремальной медицины, полевой фармации и медицинской техники Минобороны России в московском районе Лефортово[3].
- 1938 — поступил на работу в лабораторию фармакологии Всесоюзного научно-исследовательского химико-фармацевтического института (ВНИХФИ), ныне ОАО «Центр по химии лекарственных средств».
- 1939 — защитил кандидатскую диссертацию по теме «Материалы по фармакологии дыхания» с присвоением учёной степени кандидата медицинских наук.
- 1941—1946 — участвовал в Великой Отечественной войне, занимал должности армейского, а затем главного токсиколога Калининского, Юго-Западного и 3-го Украинского фронтов.
- 1946 — демобилизован из Красной Армии, вернулся на работу во ВНИХФИ.
- 1948 — защитил докторскую диссертацию по теме фармакологии алкалоидов гелиотриданового ряда с присвоением учёной степени доктора медицинских наук, возглавил лабораторию фармакологии ВНИХФИ.
- 1950 — получил учёное звание профессора.
- 1954 — первое издание справочника «Лекарственные средства», написанного Михаилом Давыдовичем Машковским.
- 1960 — избран председателем Фармакопейного комитета Минздрава СССР.
- 1961 — избран членом-корреспондентом Академии наук СССР.
- 1998 — в московском кремле Президентом России Б. Н. Ельциным награждён орденом «За заслуги перед Отечеством» IV степени.
- 1999 — опубликована монография М. Д. Машковского «Лекарства XX века».

Могила М. Д. Машковского на Ваганьковском кладбище в Москве

## Лекарственные препараты
Михаил Давыдович Машковский автор более 500 научных работ, 120 авторских свидетельств и патентов на изобретения.
Среди лекарственных препаратов (генериков), в воссоздании которых он принимал участие: первые в СССР стимуляторы дыхания Цитизин (и его лекарственная форма Цититон), антигистаминные (антиаллергические) препараты Димедрол и Дипразин, нейролептики Аминазин и Пропазин; антидепрессанты Имипрамин и Ипразид, ноотропные средства Ацефен, Аминалон, Пирацетам; первый синтетический анальгетик Промедол, средство для ингаляционного наркоза Фторотан, современные нестероидные противовоспалительные препараты Ортофен и Ибупрофен, сердечно-сосудистые средства Клофелин, Празозин и Пармидин, местный анестетик и антиаритмик Лидокаин.
На счету учёного также оригинальные отечественные лекарственные препараты, созданные под его руководством и при его непосредственном участии в ВНИХФИ. Среди нескольких десятков таких препаратов наркотический анальгетик Промедол, холиномиметическое средство Ацеклидин, α-адреноблокатор с выраженными антисеротониновыми свойствами Тропафен, антигистаминные препараты Фенкарол и Бикарфен, бронхорасширяющий препарат Тровентол, антидепрессанты Азафен, Инказан, Пиразидол и Тетриндол, психостимуляторы Сиднофен и Сиднокарб, ганглиоблокатор Димеколин, курареподобные препараты Диплацин и Квалидил, антигипертензивный препарат Метиаприл, антиаритмик Нибентан, α-β-адреноблокатор Проксодолол.

## «Справочник Машковского»
В 1942 году, в разгар Великой Отечественной войны, Государственным медицинским издательством («Медгиз»), эвакуированным в Казань, выпущена первая книга Машковского «Новые лекарственные препараты (справочник для врачей)», написанная им ещё до войны в 1939 году, и ставшая предтечей известной книги «Лекарственные средства (пособие по фармакотерапии для врачей)».
Первое издание «Лекарственных средств» вышло в 1954 году. При жизни Машковского увидело свет 14 изданий (не считая 6 стереотипных изданий). Книга ранее выходила не только в России (РСФСР), но и в Белоруссии, Узбекистане, Молдавии, а также на Украине.

15-е издание книги автор сдал в издательство незадолго до своей смерти в 2002 году (вышло в свет в 2005 году).
В настоящее время справочник «Лекарственные средства» продолжает издаваться. В 2010 году вышло 16-е обновлённое издание этой книги.

## Отзывы учеников и коллег
Я много лет дружил с Михаилом Давыдовичем. Его последняя книга — книга свидетеля того, как создавалась фармакология в мире и в России. Он никогда не считал себя в этом процессе судьей, а только свидетелем и участником этого движения. Главным своим делом он считал фундаментальные исследования для создания новых ЛС. Деятельность Машковского — доказательство того, насколько на доклиническом этапе ученый должен быть эрудирован, должен понимать процесс химико-технологического взаимодействия веществ. Одно из самых замечательных его качеств — способность воспринимать новации. Как только появлялись новые методы исследований, они сразу же появлялись в лаборатории Машковского. Он был удивительно ответственным человеком, все учились у него этому, он очень ответственно относился к оценке экспериментальных данных и к прогнозам.

Я был аспирантом, когда познакомился с Машковским, и помню, как он очень внимательно меня разглядывал. Через 5 лет встретился с ним в Женеве как с представителем Фармакопейного комитета СССР. Как фармаколог, он очень быстро вошёл в работу и пользовался авторитетом. Он был всегда умеренным консерватором, критично относился к идее быстрого использования какого-либо ЛС, вслушивался в аргументы противников. Он очень тщательно готовил документацию по лекарственным средствам для Совета Экономической Взаимопомощи (СЭВ). Имя М. Д. Машковского останется в науке на долгие годы, он остается почетным председателем Фармакопейного комитета.
— А. П. Арзамасцев

Очень важно, я полагаю, что М. Д. Машковский всегда боролся за «чистоту», за честность научной работы, а не за интересы компании-производителя ЛС. Во все времена были частыми активные предложения заменить рецептурные препараты на безрецептурные, вывести из практики определенные ЛС. Со всеми предложениями он обращался на «Вы». Машковский сформулировал основные положения по лекарственной безопасности страны. Главный труд М. Д. Машковского уникален тем, что ему удалось популярно изложить материал об условиях рационального использования ЛС, сравнительные характеристики препаратов, их механизм действия, примеры взаимодействия, возможные побочные эффекты ЛС. Справочник используют и в основном цикле медицинского и фармакологического обучения, и в постдипломном образовании, и будут использовать ещё долгие годы.
— Член-корреспондент РАМН В. П. Фисенко

Михаил Давыдович был строгим и требовательным руководителем. Это вполне относилось и к нему самому. Он не терпел никакой приблизительности, многократно повторял эксперименты, был четок до педантичности, был гениальным редактором, выверял до запятой документацию, требовал абсолютного профессионализма. У него был аналитический ум, энциклопедическая эрудиция и государственный подход к решению научных проблем. Конечно, он пользовался очень высоким личным и научным авторитетом не только во ВНИХФИ, но и среди коллег-фармакологов и медиков. Он был настоящим Учёным и достойным Гражданином своей страны.
— Профессор Г. Я. Шварц

## Награды
- Герой Социалистического Труда (30 апреля 1991) — за выдающийся вклад в развитие фармакологической науки, создание высокоэффективных лекарственных средств и подготовку научных кадров[9]
- Орден «За заслуги перед Отечеством» IV степени (11 мая 1998) — за заслуги перед государством, многолетний добросовестный труд и большой вклад в укрепление дружбы и сотрудничества между народами[10]
- Орден Ленина (30 апреля 1991)
- Орден Октябрьской Революции
- Орден Отечественной войны первой и второй степени
- Орден Трудового Красного Знамени
- Орден Дружбы народов
- Орден Красной Звезды
- Орден «Знак Почёта»